# Erick (Oklahoma)
Erick oder auch Erick City ist eine Stadt im Beckham County an der Route 66 in Oklahoma. Das U.S. Census Bureau hat bei der Volkszählung 2020 eine Einwohnerzahl von 1.000 ermittelt.
Erick ist die Heimatstadt zweier berühmter Persönlichkeiten, nämlich der beiden Countrysänger Roger Miller und Sheb Wooley. Miller wurde jedoch nicht dort geboren, sondern wuchs nur seit seinem dritten Lebensjahr dort auf.

## Geographie
Erick befindet sich südlich des Interstate 40, mit dem die Ortschaft durch einen Zubringer verbunden ist. Außerdem führt die Oklahoma State Route 30 durch Erick.
Die geographischen Koordinaten lauten 35° 13′ N, 99° 52′ W. Der Ort liegt 628 Meter über dem Meer. Nach den Angaben des United States Census Bureaus hat die City eine Fläche von 2,5 km2, ausschließlich Land.

## Geschichte
Erick wurde 1901 als Farmer- und Rancher-Gemeinde gegründet. Die Stadt wurde nach Beeks Erick benannt und diente vor allem Viehzüchtern zur Durchreise, da Ericks Wasserquellen perfekt für die großen Rinderherden waren. Lange Zeit war Erick Oklahomas westlichste Stadt.
Schnell erfuhr die Stadt einen Aufstieg, da in der Umgebung Öl und Gas gefunden wurde. Man hoffte, eine weitere „Oklahoma boomtown“ zu werden. In den 1940er-Jahren stagnierte das Wachstum aber und fortan waren jegliche Hoffnungen auf einen Wirtschaftsboom zerstört.

## Demographie
Zum Zeitpunkt des United States Census 2000 bewohnten Erick 1023 Personen. Die Bevölkerungsdichte betrug 403,0 Personen pro km2. Es gab 556 Wohneinheiten, durchschnittlich 219,1 pro km2. Die Bevölkerung Ericks bestand zu 93,45 % aus Weißen, 0,10 % Schwarzen oder African American, 0,88 % Native American, 0,20 % Asian, 0 % Pacific Islander, 2,05 % gaben an, anderen Rassen anzugehören und 3,32 % nannten zwei oder mehr Rassen. 4,69 % der Bevölkerung erklärten, Hispanos oder Latinos jeglicher Rasse zu sein.
Die Bewohner Ericks verteilten sich auf 429 Haushalte, von denen in 28,2 % Kinder unter 18 Jahren lebten. 50,3 % der Haushalte stellten Verheiratete, 10,0 % hatten einen weiblichen Haushaltsvorstand ohne Ehemann und 36,4 % bildeten keine Familien. 34,0 % der Haushalte bestanden aus Einzelpersonen und in 19,3 % aller Haushalte lebte jemand im Alter von 65 Jahren oder mehr alleine. Die durchschnittliche Haushaltsgröße betrug 2,34 und die durchschnittliche Familiengröße 3,01 Personen.
Die Bevölkerung verteilte sich auf 26,3 % Minderjährige, 6,5 % 18–24-Jährige, 22,3 % 25–44-Jährige, 22,7 % 45–64-Jährige und 22,2 % im Alter von 65 Jahren oder mehr. Das Durchschnittsalter betrug 41 Jahre. Auf jeweils 100 Frauen entfielen 83,0 Männer. Bei den über 18-Jährigen entfielen auf 100 Frauen 82,1 Männer.
Das mittlere Haushaltseinkommen in Erick betrug 21.346 US-Dollar und das mittlere Familieneinkommen erreichte die Höhe von 28.977 US-Dollar. Das Durchschnittseinkommen der Männer betrug 23.482 US-Dollar, gegenüber 16.375 US-Dollar bei den Frauen. Das Pro-Kopf-Einkommen belief sich auf 13.855 US-Dollar. 25,7 % der Bevölkerung und 22,5 % der Familien hatten ein Einkommen unterhalb der Armutsgrenze, davon waren 39,4 % der Minderjährigen und 15,8 % der Altersgruppe 65 Jahre und mehr betroffen.

## National Register of Historic Places
In Erick gibt es zwei Bauwerke, die in das National Register of Historic Places eingetragen sind:
- First National Bank
- West Winds Motel